# Kalmar Terminal
Kalmar terminal var ett projekt som drevs vid Kalmar Verkstad och som syftade till att skapa en ny typ av lastbärarsystem för användning vid distribution främst av styckegods mellan kund och järnväg. Några särdrag är hyttdörr i fronten, automatisk växellåda samt förekomsten av både vändskiva för påhängsvagn (även kallad semitrailer) och lyftgaffel för hantering av enhetslastpallar. Dess största användare var Statens Järnvägars helägda dotterbolag Svelast. 
Dock tillverkades endast två lastbilar, varav den ena renoverats, men lastbärarsystemet användes i många år av Svelast. Kalmar Terminals historia samlas och beskrivs av den ideella föreningen Kalmar terminals vänner.